# Citibank
La Citibank è la banca di credito ordinario del gruppo bancario multinazionale Citigroup.

## Storia

### City Bank of New York
La City Bank of New York venne fondata nel 1812. Il primo presidente fu il politico e colonnello a riposo Samuel Osgood.
La proprietà e la direzione passarono successivamente a Moses Taylor, legato al magnate John Jacob Astor I e lui stesso importante uomo d'affari. Durante la direzione di Taylor la banca funzionò come tesoreria e centro finanziario dell'impero economico di Taylor stesso.

### National City Bank of New York
Nel 1863 la Banca entrò a far parte del neonato Federal Reserve System e divenne la National City Bank of New York. Nel 1868 era una delle maggiori banche degli Stati Uniti e nel 1897 fu la prima banca americana a istituire un settore esteri.

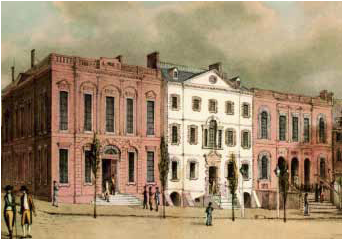
L'edificio sulla destra fu la prima sede della City Bank of New York,
al 38 di Wall Street, oggi civico 52

Quando nel 1914 fu permesso dal Federal Reserve Act, la National City Bank fu la prima banca statunitense ad aprire un ufficio oltremare, e precisamente a Buenos Aires, in Argentina. In realtà la City Bank aveva già uffici all'estero: quelli a Londra, Shanghai e Calcutta erano stati aperti fra il 1901 e il 1902 dalla International Banking Corporation (IBC), una società autorizzata a svolgere attività bancaria fuori dagli Stati Uniti. Nel 1918 IBC divenne una controllata della City Bank e poi fu incorporata.
Nel 1919 la City Bank fu la prima banca americana ad avere un attivo di bilancio di un milione di dollari.
Charles E. Mitchell fu eletto presidente della Banca nel 1921 e nel 1929 divenne presidente anche del consiglio d'amministrazione, carica che tenne fino al 1933. Sotto la sua presidenza la Banca si espanse rapidamente e nel 1930 aveva 100 filiali in 23 nazioni fuori degli Stati Uniti. Nel 1933, tuttavia, una commissione parlamentare del Senato degli Stati Uniti, la Pecora Commission, fece un'inchiesta sul ruolo di Mitchell nelle perdite di decine di milioni di dollari da parte della Banca, sugli eccessivi compensi e sull'evasione fiscale. Il Senatore Carter Glass disse di lui: "Mitchell, più di altre cinquanta persone, è responsabile per il crollo di Wall Street del 1929."
La vigilia di Natale del 1927 la sede di Buenos Aires fu fatta esplodere dall'anarchico italiano Severino Di Giovanni all'interno della campagna internazionale di sostegno a Sacco e Vanzetti.
Nel 1952 James Stillman Rockefeller fu eletto presidente della banca e poi anche del consiglio d'amministrazione nel 1959, ricoprendo l'incarico fino al 1967. Stillman era un discendente diretto della famiglia Rockefeller. Nel 1960 suo cugino di secondo grado, David Rockefeller, divenne il presidente della Chase Manhattan Bank, la storica rivale della National City sulla piazza bancaria di New York.

### First National City Bank
In seguito alla fusione con la First National Bank di New York, nel 1955 la Banca cambiò il proprio nome in The First National City Bank of New York, poi abbreviato in First National City Bank nel 1962.

### Citybank

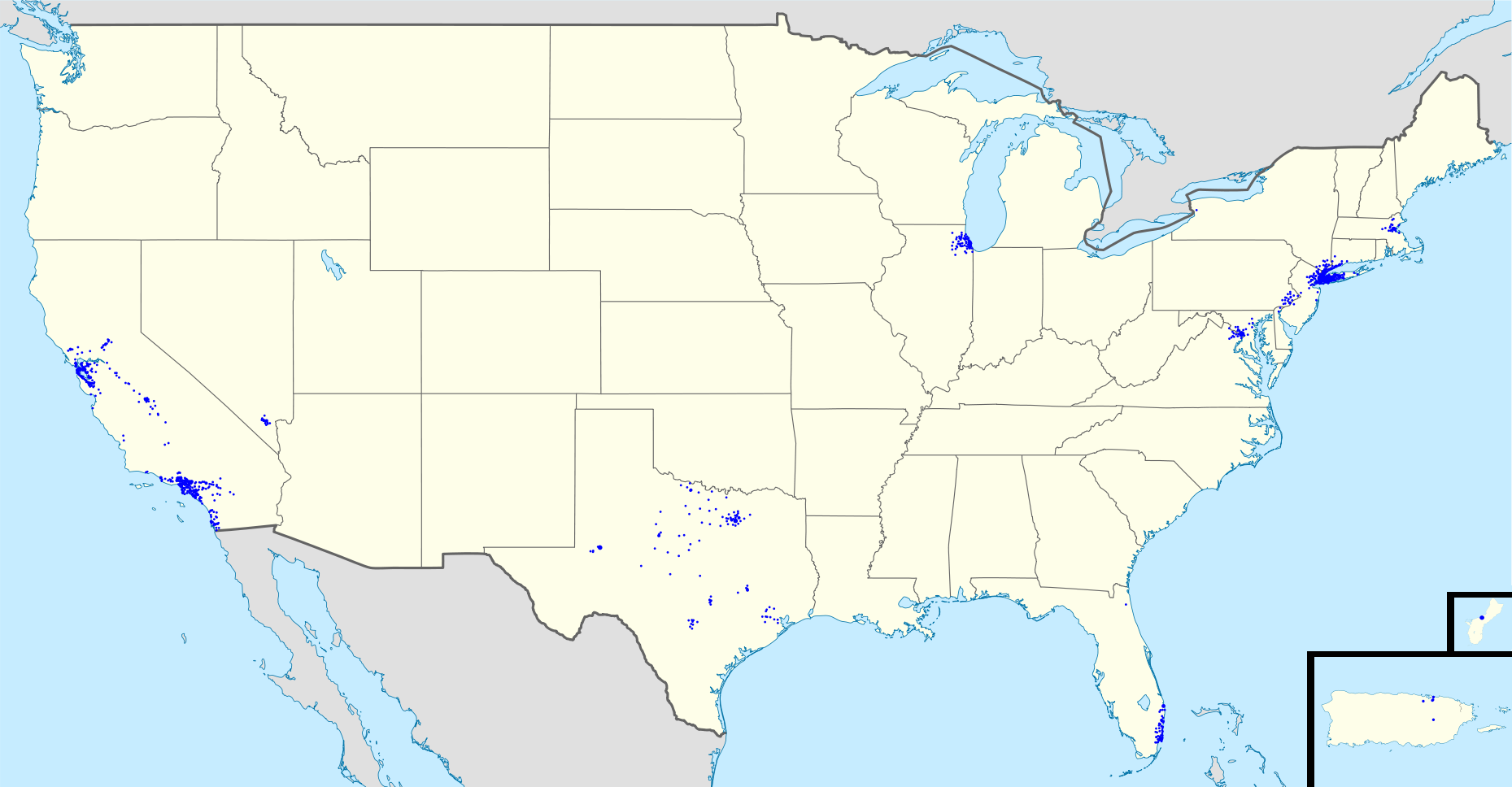
Distribuzione delle filiali negli USA

Nel 1976, sotto la direzione di Walter B. Wriston, la First National City Bank e la sua controllante First National City Corporation furono rispettivamente ribattezzate Citibank, N.A. e Citicorp. A tale data la Banca aveva, infatti, creato la sua "one-bank holding company" ed era completamente controllata dalla holding Citicorp (gli azionisti della banca divennero azionisti della nuova società, che a sua volta era diventata proprietaria al 100% della banca).
Nel 2007 Citi dichiarò perdite per 8-11 miliardi di dollari dopo che anche Merrill Lynch aveva annunciato perdite di miliardi a causa della crisi dei subprime. Nel novembre 2008 la Citigroup (nuovo nome di Citicorp) fu costretta a chiedere aiuto al governo federale per evitare un collasso come quelli subiti da Bear Stearns e AIG. Il governo degli Stati Uniti prestò 25 miliardi di dollari e garantì per le attività rischiose della  Citigroup in cambio di azioni. Pochi giorni dopo, in aggiunta al prestito iniziale, ne fu concesso un altro, sempre di 25 miliardi.
Successivamente Citibank ha interamente ripagato al governo il prestito, e ne è derivato un profitto per il governo federale.

## Attività

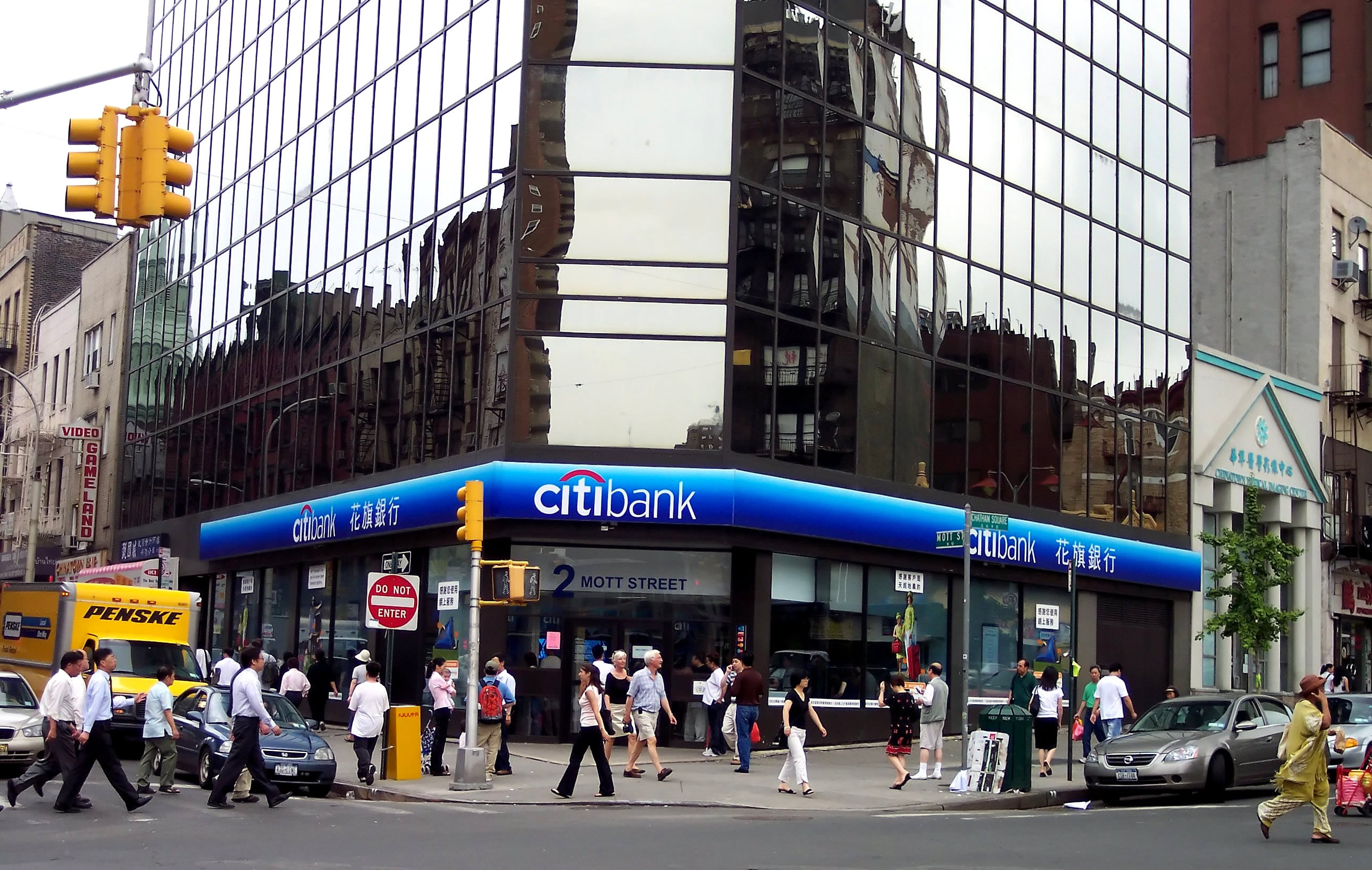
Filiale Citibank di Manhattan Chinatown (New York)

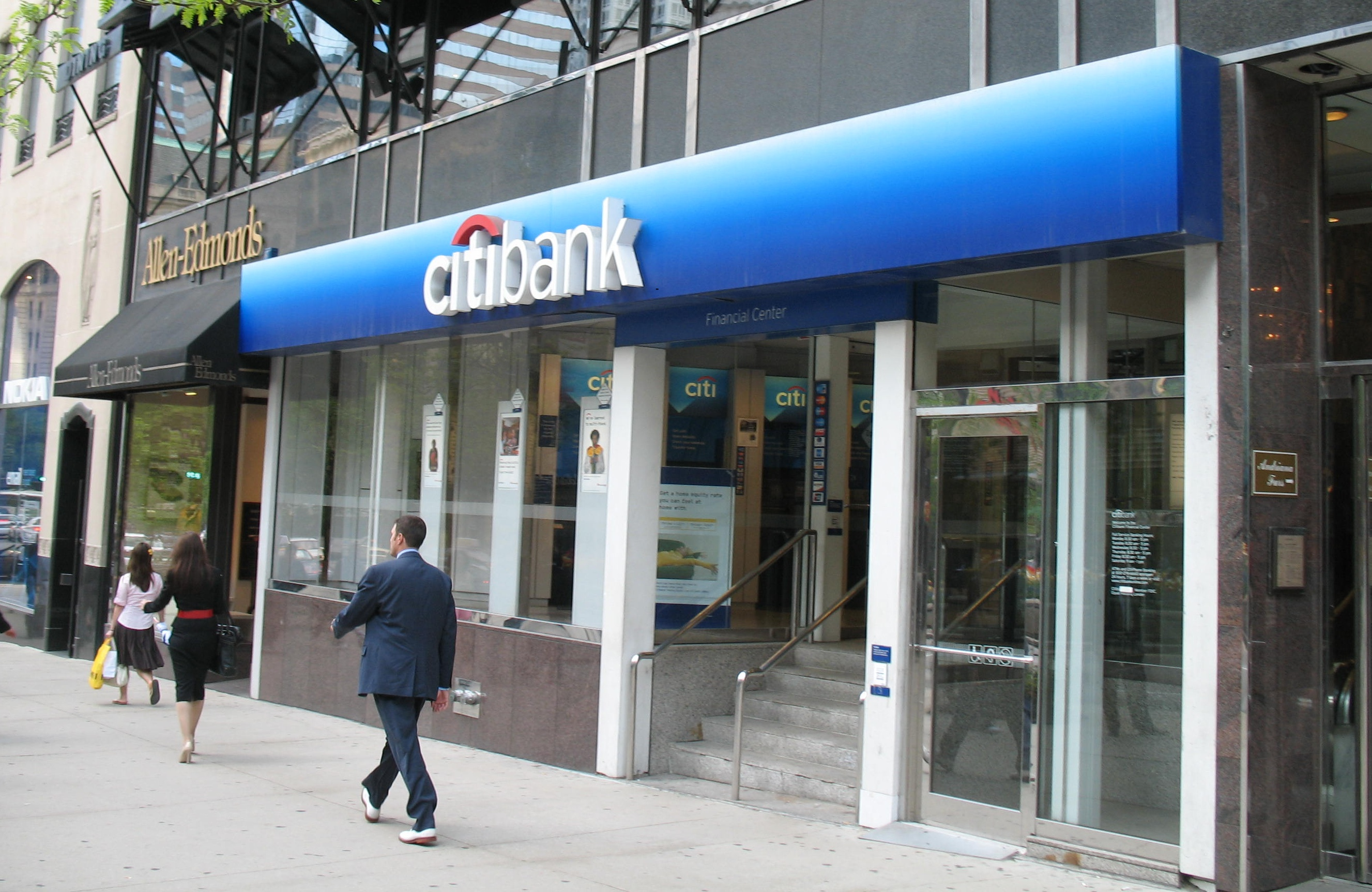
Filiale Citibank sulla Michigan Avenue, Chicago

Gli Stati Uniti sono il principale mercato nazionale della Citibank con il 26% circa delle filiali e il 51% dei ricavi. Le 983 agenzie nordamericane sono ubicate prevalentemente nelle grandi aree metropolitane, come New York, Chicago, Los Angeles, San Francisco, Washington, Miami, Houston, e Dallas. Il mercato latinoamericano produce il 25% dei ricavi, quello asiatico il 20%, quello europeo-mediorientale-africano il 4%.